# Walerij Sałow
Walerij Borisowicz Sałow, ros. Валерий Борисович Салов (ur. 26 maja 1964 we Wrocławiu) – rosyjski arcymistrz, czołowy szachista świata w pierwszej połowie lat 90. XX wieku.

## Kariera szachowa
Dwukrotnie awansował do meczów pretendentów – kwalifikacji do meczu o mistrzostwa świata. W 1987 roku po zwycięstwie w turnieju międzystrefowym w Sziraku przegrał w I rundzie meczów pretendentów z Janem Timmanem 2½ – 3½. Z następnego turnieju międzystrefowego w Manili w 1990 roku wycofał się po sześciu rundach. W 1993 roku ponownie zakwalifikował się do meczów pretendentów zajmując VII miejsce w turnieju międzystrefowym w Biel, rozgrywanym systemem szwajcarskim. W meczach pretendentów pokonał Aleksandra Chalifmana (5 – 1) i Jana Timmana (4½ – 3½), jednak w meczu finałowym łatwo przegrał z Gatą Kamskim (1½ – 5½). W mistrzostwach świata FIDE, rozgrywanych systemem pucharowym w 1997 i 1999 roku dwukrotnie odpadł w II rundzie, przegrywając z Władysławem Tkaczewem i Gilberto Milosem.
W latach 1989–1995 był stale obecny w pierwszej dziesiątce listy rankingowej FIDE, w najlepszym okresie (na liście 1 stycznia 1995 r.) dzieląc 3. miejsce na świecie (za Garrim Kasparowem i Anatolijem Karpowem, wspólnie z Viswanathanem Anandem i Władimirem Kramnikiem) z rankingiem 2715 punktów. W tym okresie odniósł kilka znaczących sukcesów w prestiżowych turniejach. Największym turniejowym osiągnięciem było wspólne z Nigelem Shortem pierwsze miejsce w memoriale Maxa Euwego w Amsterdamie w 1991 roku, przed Anatolijem Karpowem, Garrim Kasparowem i Wiktorem Korcznojem. W 1994 roku zwyciężył w turnieju w Buenos Aires, wyprzedzając Viswanathana Ananda i Anatolija Karpowa oraz triumfował w Tilburgu. W 1997 r. zwyciężył w Wijk aan Zee.
Od 2000 r. nie występuje w szachowych turniejach klasyfikowanych przez Międzynarodową Federację Szachową.